# 貧乏揺すり
貧乏揺すり（びんぼうゆすり）は、座っている時などに、緊張や下半身の鬱血などいくつの要因で身体の一部（特にヒザ）を揺らし続けることをさす。

## 名称
「貧乏揺すり」という名称の由来については諸説ある。
- 貧乏人が寒さに震える様子から
- 高利貸しが貧乏人から取り立てる際に足を揺することが多かったから。
- 江戸時代に足を揺すると貧乏神に取り付かれるといわれていた[1]から。
- 貧乏人がせかせか動いているように、高貴な人からは見えるから。
- 貧乏人が緊張のあまり、足を揺すっていたから。

といった説がある。

## 原因
貧乏揺すりをする原因は、まだ完全に解明されたとは言えないが、いくつかの説がある。
- 何かのきっかけ（脚の後ろをイスに当てるなど）で筋肉が収縮し、それから起こる一連の伸張反射によって、脚の前後の筋が交互に収縮伸張を繰り返すため。
- ずっと座っていると、下半身の血流が滞ってしまう静脈血栓塞栓症になるので、それを解消するために反射的に貧乏揺すりをする。
- 人間は何もしないという行為は、心理学的に不安になる事が多いために、それを解消するために貧乏揺すりをして気を紛らわせる。
- 貧乏揺すりをしている人は、たいていの場合において何かしらの欲求不満、ストレスを抱えていることが多い。
- 取りすぎたカロリーを本能的に消費しようとするため。

これらのストレスから脳をリラックスさせるためや、逃避行動の一種ではないかと考えられている。